# 遠賀・中間地域広域行政事務組合
遠賀・中間地域広域行政事務組合（おんが・なかまちいきこういきぎょうせいじむくみあい）は、 福岡県遠賀郡遠賀町大字今古賀603番地の1にある一部事務組合である。構成団体は中間市、遠賀郡水巻町、岡垣町、芦屋町、遠賀町（1市4町）である。ここでは、中間市を除く4町の消防を司る遠賀郡消防本部（おんがぐんしょうぼうほんぶ）についても解説する。

## 概要
出典による

### 所在地
福岡県遠賀郡遠賀町大字今古賀603番地の1

### 構成団体
中間市、遠賀郡水巻町、岡垣町、芦屋町、遠賀町（1市4町）

### 処理事務
1. し尿処理に関する事務
2. 火葬施設に関する事務
3. ごみ処理に関する事務
4. 消防（本部及び署）に関する事務（中間市を除く）

### 組織
1. 執行部…理事会5名（代表理事1名、理事4名）副管理者1名（専任）会計管理者1名（構成市町会計管理者が併任）
2. 議会…定数15名（各構成市町議会議員より3名）
3. 監査委員…定数2名（知識経験者1名、議会選出者1名）
4. 公平委員会…定数3名
5. 代表理事部局…総務課・業務1課・業務2課・会計管理者
6. 消防部局（後述）

## 沿革（遠賀郡消防本部含む）
出典による。特筆なければ構成市町は中間市、遠賀郡水巻町、岡垣町、芦屋町、遠賀町の1市4町として省略する。
- 1961年（昭和36年）4月1日 - 「中間市遠賀郡養老施設組合」設立。（老人福祉施設）
- 1963年（昭和38年）5月18日 - 「中間市外遠賀郡4ヶ町環境衛生施設組合」設立。（し尿処理施設）
- 1966年（昭和41年）5月23日 - 「遠賀郡岡垣町ほか三ヶ町伝染病院組合」設立。（伝染病隔離病舎）（構成市町：遠賀郡水巻町、岡垣町、芦屋町、遠賀町
- 1968年（昭和43年）6月17日 - 「芦屋町ほか三ヶ町環境衛生施設組合」設立。（ごみ処理施設）（構成市町：遠賀郡水巻町、岡垣町、芦屋町、遠賀町）
- 1971年（昭和46年）
  - 4月1日 - 「遠賀郡消防組合」設立。（消防）（構成市町：遠賀郡水巻町、岡垣町、芦屋町、遠賀町）
  - 9月1日 -「遠賀郡遠賀町ほか三町火葬場組合」設立。（火葬施設）（構成市町：遠賀郡水巻町、岡垣町、芦屋町、遠賀町）
- 1972年（昭和47年）5月1日 - 「遠賀郡遠賀町ほか三町火葬場組合」に中間市が加入し、名称を「遠賀郡遠賀町ほか四市町火葬場組合」（1市4町）に変更。
- 1976年（昭和51年）4月1日 - 「遠賀郡岡垣町ほか三ヶ町伝染病院組合」に中間市と宗像郡玄海町が加入し、名称を「遠賀郡岡垣町ほか一市四ヶ町伝染病院組合」（1市5町）に変更。
- 1977年（昭和52年）～1978年（昭和53年）
  - 一部事務組合の統合気運が高まる。
  - 「小委員会」設置。（遠賀郡内4町議会議長で構成）（統合のアウトライン作成－遠賀郡4町人事、衛生担当課長）
  - 「一部事務組合調査連合委員会」設置。（遠賀郡内4町議会より議長1名を含む3名の議員12名で構成）
- 遠賀郡議長会から町長会へ意見書提出。
- 1978年（昭和53年）9月24日 - 「統合準備事務局」設置。（郡内4町より1名の派遣職員で構成）
- 1979年（昭和54年）4月1日 - 「遠賀・中間地域広域行政事務組合」設立。
  - 組合事務所（事務局）を遠賀町役場庁舎内に設置。（構成市町：中間市、遠賀郡水巻町、岡垣町、芦屋町、遠賀町、宗像郡玄海町1市5町）
- 1980年（昭和55年）
  - 4月1日 - 休日急病センター開設（事務追加）。
  - 5月31日 - 老人福祉施設更新、移転。
- 1982年（昭和57年）10月1日 - 組合事務所の仮事務所を遠賀町松ノ元に建設。
- 1987年（昭和62年）5月1日 - 議員定数を27名（中間市、遠賀郡4町各5名、宗像郡玄海町2名）から16名（中間市、遠賀郡4町各3名、宗像郡玄海町1名）に変更。
- 1988年（昭和63年）4月1日 - 宗像郡玄海町が組合を脱退し、構成市町が1市5町から1市4町に、また、議員定数を16名から15名に変更。
- 1989年（平成元年）4月1日 - ごみ処理施設更新、移転。
- 1990年（平成2年）4月1日 - 伝染病患者診療業務を北九州市に委託。伝染病院を閉鎖し、事務を「患者の搬送と伝染病院の維持管理」に変更。
- 1991年（平成3年）4月1日 - 農業共済事業の共同処理を開始する。
- 1992年（平成4年）
  - 1月20日 - 組合事務所新庁舎完成、移転。
  - 12月1日 - 遠賀郡消防・岡垣出張所を開設。
- 1994年（平成6年）
  - 3月31日 - 伝染病院を解体。
  - 4月1日 - 伝染病院の事務を「患者の搬送」に変更。
- 1996年（平成8年）4月1日
  - ごみ処理に関する事務　中間市加入。（可燃ごみ）

し尿処理施設更新し、名称を「曲水苑」とする。
- 1997年（平成9年）3月25日 - 遠賀郡消防・芦屋分署更新、移転。
- 1999年（平成11年）4月1日 - 伝染病患者の搬送に関する事務を廃止。（感染症の予防及び感染症の患者の医療に関する法律施行に伴って、伝染病予防法が廃止され、この事務が県の事務に移行したため。）

- 2001年（平成13年）4月1日
  - ごみ処理に関する事務　中間市全面加入。
  - 廃棄物再生資源化処理施設を新設し、名称を「中間・遠賀リサイクルプラザ」とする。
- 2007年（平成19年）4月1日
  - ごみ処理施設を更新、移転し、名称を「遠賀・中間リレーセンター」とする。
  - 中間遠賀リサイクルプラザにプラスチック製容器包装ストックヤードを新設。
- 2009年（平成21年）3月31日 - 遠賀・中間休日急病センター運営廃止。
- 2010年（平成22年）3月31日 - 農業共済事業に関する事務を廃止。（京築北九州農業共済組合に再編したため。）
  - （農作物共済の平成22年産麦及び畑作物共済の平成21年産大豆については、1年間事務継続。）
- 2011年（平成23年）3月31日 - 農業共済事業の一部継続事務の終了。これにより農業共済事業に関する事務が全て終了。
- 2012年（平成24年）4月1日 - 休日急病センターに関する事務を廃止。（財産処分の完了による。）
- 2013年（平成25年）
  - 2月19日 - 遠賀郡消防・本部、署更新。
  - 3月31日 - 老人福祉施設「遠賀静光園」民間移譲。
- 2014年（平成26年）4月1日 - 火葬施設「天生園」一部供用開始（建物完成による）。
- 2015年（平成27年）2月19日 - 火葬施設「天生園」全面供用開始（外構工事完了による）。

## 遠賀郡消防本部
遠賀郡消防本部（おんがぐんしょうぼうほんぶ）は福岡県遠賀郡遠賀町広渡1639番地にある消防本部。管轄区域は水巻町、岡垣町、芦屋町、遠賀町の4町。

### 概要
本部所在地：福岡県遠賀郡遠賀町広渡1639番地
消防署数:1（分署:1、出張所:1）
管轄面積:93.4km2

#### 組織
出典による
- 消防部局・消防長
  - 次長
    - 総務課　庶務係・施設整備係
    - 警防課　警防係・指令係
    - 予防課　指導係・予防係
    - 救急課　救急係

  - 消防署長
    - 本署
      - 第1小隊（タンク隊・水難救助隊)
      - 第2小隊（ポンプ隊・特命救急隊）
      - 救急小隊
      - 指令室

    - 分署
      - 第3小隊（タンク隊・救助隊・梯子隊）
      - 救急小隊

    - 出張所
      - 第4小隊（タンク隊）
      - 救急小隊

#### 主要機械
出典による。
- 消防ポンプ自動車
- 水槽付き消防ポンプ自動車
- 化学消防ポンプ車
- 屈折はしご付消防ポンプ自動車
- 救助工作車
- 資材搬送車
- 指揮車
- 4WD指揮車（水難事故対応車）
- 高規格救急車
- ジェットスキー
- ゴムボート
- 災害支援車

#### 消防署
| 消防署       | 住所                     | 分署                             | 出張所                            |
| ------------ | ------------------------ | -------------------------------- | --------------------------------- |
| 遠賀郡消防署 | 遠賀郡遠賀町広渡1639番地 | 芦屋:遠賀郡芦屋町芦屋1318番地の1 | 岡垣:遠賀郡岡垣町野間2丁目16番1号 |

## 不祥事
- 2020年8月 - 男性消防士（25歳）が、家庭用ゲーム機「Nintendo Switch」を売るとインターネット上に虚偽の書き込みをし、佐賀県伊万里市の女性（40代）から現金3万円を振り込ませ、詐取した。ゲーム機が届かなかった女性が警察に相談し、警察の捜査により男性消防士が容疑者として浮上。8月31日、県警は詐欺容疑で男性消防士を逮捕。男性消防士は「間違いありません。」と、容疑を認めている。また県警は余罪について調べている[6][7]。